# Zeussidamo (figlio di Leotichida)
Zeussidamo (in greco antico: Ζευξίδαμος?, Zeuxìdamos; Sparta, ... – prima del 476 a.C.) è stato un nobile spartano, figlio del re Euripontide Leotichida.

## Biografia
Sappiamo da Erodoto che Zeussidamo fu soprannominato "Cinisco" (in greco antico: Κυνίσκος?, Kynìscos, letteralmente "cucciolo", "cagnolino"). Quando Leotichida fu deposto nel 476 a.C., Zeussidamo era già morto: il trono euripontide, infatti, passò a suo figlio Archidamo II, che quindi era il nipote del re e che avrebbe sposata sua zia Lampito..
La figlia di Archidamo, Cinisca, fu chiamata con lo stesso soprannome del nonno ed è nota per essere stata la prima donna ad aver vinto una gara olimpica nel 396 a.C.